# Julius Riyadi Darmaatmadja

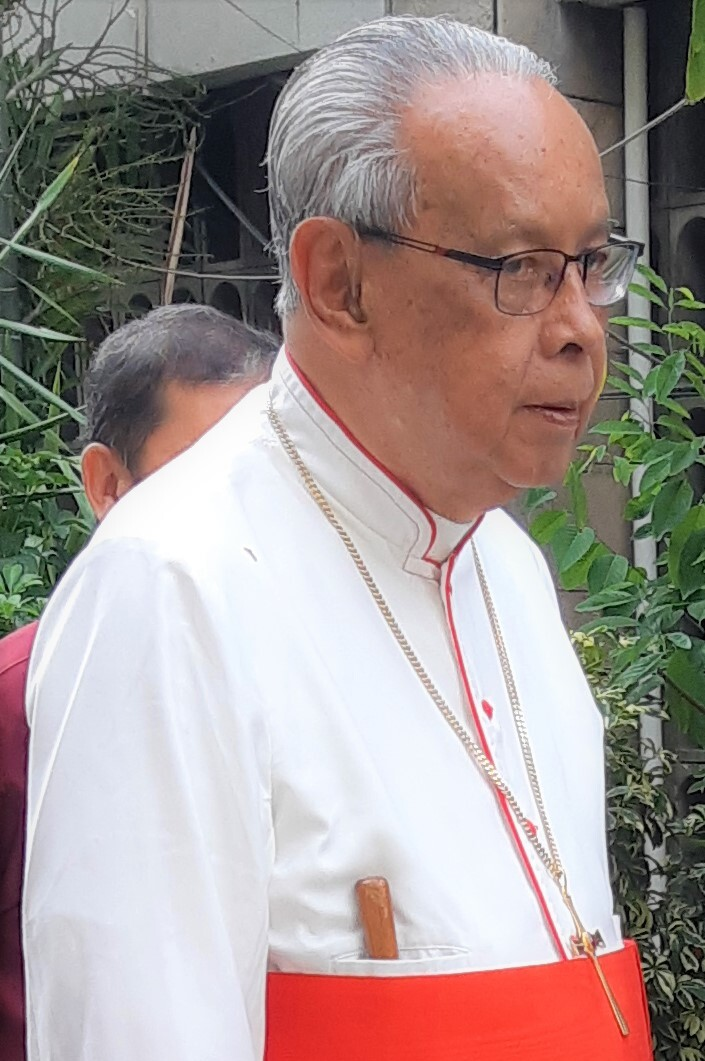
Julius Kardinal Darmaatmadja (2018)

Wappen von Julius Kardinal Darmaatmadja

Julius Riyadi Kardinal Darmaatmadja SJ (* 20. Dezember 1934 in Muntilan, Indonesien) ist emeritierter Erzbischof von Jakarta.

## Leben
Julius Riyadi Darmaatmadja studierte in Mertoyudan, Giri Sonta und Poona. Die Priesterweihe empfing er im Jahre 1969, die Ewige Profess im Jesuitenorden legte er 1975 ab. Vor und nach seiner Weihe arbeitete er als Dozent und in der Betreuung des Ordensnachwuchses, ehe er im Jahre 1981 Provinzial der indonesischen Jesuiten wurde. Zwei Jahre darauf ernannte ihn Papst Johannes Paul II. zum Erzbischof von Semarang. Die Bischofsweihe spendete ihm am 29. Juni 1983 in Semarang Kardinal Justinus Darmojuwono, emeritierter Erzbischof von Semarang, Mitkonsekratoren waren Francis Xavier Sudartanta Hadisumarta O.C.D., Bischof von Malang, und Leo Soekoto SJ, Erzbischof von Jakarta. 1984 übernahm Darmaatmadja zusätzlich die Leitung des Indonesischen Militärordinariates sowie die Leitung der nationalen Bischofskonferenz.
Am 26. November 1994 nahm ihn Papst Johannes Paul II. als Kardinalpriester mit der Titelkirche Sacro Cuore Immacolato di Maria ai Parioli in das Kardinalskollegium auf, seit 1996 war er Erzbischof von Jakarta. Er nahm am Konklave 2005 teil. Am 7. Januar 2006 gab der Kardinal das Amt des indonesischen Militärbischofs aus Altersgründen an den Erzbischof von Semarang, Ignatius Suharyo Hardjoatmodjo weiter. Am 28. Juni 2010 nahm Papst Benedikt XVI. das von Julius Riyadi Darmaatmadja aus Altersgründen vorgebrachte Rücktrittsgesuch vom Amt des Erzbischofs von Jakarta an.
Am Konklave 2013 konnte Julius Riyadi Darmaatmadja aus gesundheitlichen Gründen nicht teilnehmen. Er lebt in einem jesuitischen Seniorenheim in Semarang.

## Mitgliedschaften
Kardinal Darmaatmadja war Mitglied folgender Dikasterien der römischen Kurie:
- Päpstlicher Rat für die Kultur (seit 2003)[4]